# T'boli (volk)

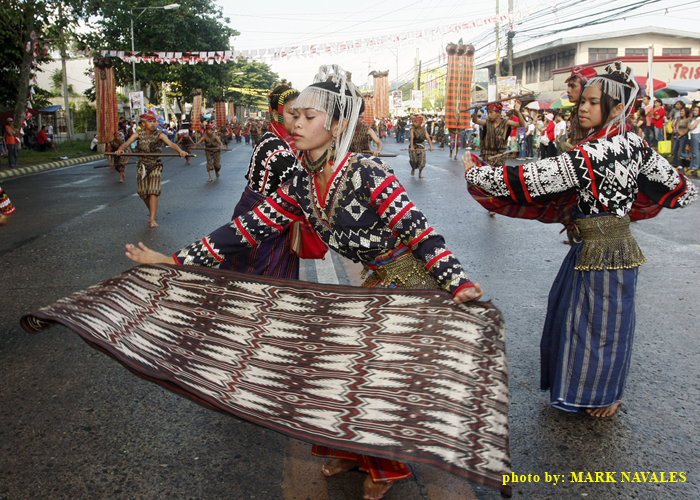
T'boli dans tijdens het T'nalak Festival

De T'boli (ook wel Tboli of Tiboli) is een van de inheemse bevolkingsgroepen van de Filipijnen. De T’boli leven tegenwoordig in het hooggebergte van regio SOCCSKSARGEN in het zuiden van het eiland Mindanao. Voor de komst van de islam vanaf de 14e eeuw woonden ze ook in het laagland. Om bekering tot de islam te vermijden werden ze echter gedwongen om te vluchten naar de bergen. Volgens gegevens van het National Museum of the Philippines  waren er in 1991 nog ruim 68 duizend T'boli. De T'boli hebben een eigen taal, het T'boli, dat zich onderscheidt van andere Filipijnse talen doordat er veel gebruikgemaakt wordt van diftongs en de letter f.
De T'boli kennen vanouds een landbouwcultuur, waarbij men door het platbranden van stukken woud landbouwgrond creëert. Het vrijgemaakte stuk grond wordt vervolgens enkele jaren zonder enig bemesting gebruikt als landbouwgrond om gewassen zoals rijst, graan, yam en cassave te verbouwen. Daarnaast houden ze ook gedomesticeerde dieren en verzamelen ze nog voedsel door de jacht en visserij. Het bezit van een paard is in de T'boli-gemeenschap een teken van groter financieel en sociaal aanzien.